# Rhodometra subsacraria
Rhodometra subsacraria är en fjärilsart som beskrevs av Otto Staudinger 1871. Rhodometra subsacraria ingår i släktet Rhodometra och familjen mätare. Inga underarter finns listade.